# Gymnostachyum cumingianum
Gymnostachyum cumingianum är en akantusväxtart som beskrevs av Christian Gottfried Daniel Nees von Esenbeck. Gymnostachyum cumingianum ingår i släktet Gymnostachyum och familjen akantusväxter. Inga underarter finns listade i Catalogue of Life.